# Idioma protojoisano

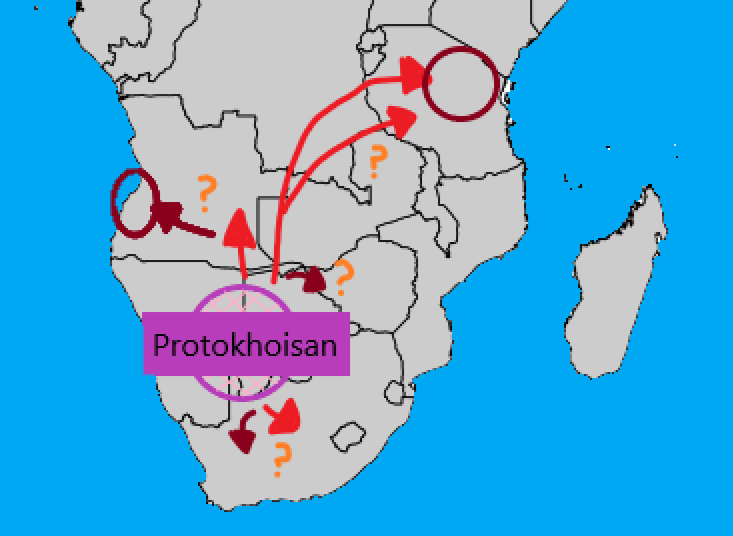
Distribucion de las Lenguas khoisan

El protojoisano (también conocido como idioma protokhoisan) es una lengua ancestral hipotética que algunos lingüistas han propuesto como el antecesor común de las lenguas clasificadas dentro del conjunto joisano, también conocidas como lenguas khoisanas. Esta reconstrucción es altamente controvertida, ya que no existe consenso en la comunidad lingüística sobre la validez de una familia khoisana unificada. A diferencia de otras lenguas reconstruidas como el protoindoeuropeo o el protobantú, el protojoisano no cuenta con una reconstrucción fonológica ampliamente aceptada, debido en parte a la escasez de datos históricos, la diversidad tipológica extrema entre las lenguas joisanas actuales y extintas, y la falta de pruebas sistemáticas de parentesco genealógico. Las lenguas comúnmente asociadas con esta propuesta incluyen las familias Khoe, Tuu y Kx’a (también conocidas como ǃKung o Ju), que comparten rasgos fonéticos distintivos como el uso de clics consonánticos, aunque difieren significativamente en sus sistemas morfológicos y léxicos. Investigaciones de mediados y finales del siglo XX, especialmente por parte de autores como Joseph Greenberg y Harold Fleming, intentaron vincular estas lenguas dentro de una macrofamilia africana más amplia, pero sus metodologías han sido objeto de crítica por falta de rigor comparativo. A causa de estas dificultades, el protojoisano es considerado más una hipótesis clasificatoria provisional que una lengua reconstruida formalmente, y su estatus permanece incierto en los estudios actuales de lingüística histórica africana.